# Чимсачёй
Чимсачёй (иер. 尖沙咀, ютпх. Zim1saa1zeoi2, кит.-рус. Цзяньшацзуй), также Цим-Ша-Цуй? (англ. Tsim Sha Tsui) — высокоурбанизированный район, расположенный на южной оконечности полуострова Цзюлун в Гонконге. Входит в состав округа Яучиммон. Широко известен под аббревиатурой TST.
Чимсачёй — одно из самых популярных туристических мест Гонконга, в нём расположено большое число магазинов, ресторанов, отелей и многие музеи города, в том числе Космический музей и Музей искусств. Также в этом районе находится самый знаменитый отель Гонконга «Пенинсула». С набережной Чимсачёй открывается лучший вид на небоскрёбы острова Гонконг и световое шоу «Симфония огней».

## История
До присоединения Коулуна к британским владениям (1860) на мысе находилось несколько деревень рыбаков, лодочников и крестьян. Эта местность была известна как Хёнпоутхау (англ. Heung Po Tau, иер. 香埗頭, кит.-рус. Сянбутоу, буквально: «порт вывоза ладана»). Отсюда ладанное дерево и ладан, заготавливаемые на Новых территориях, перевозились на остров Гонконг, а оттуда экспортировались в соседние страны.
Местность, где сейчас располагается район Чимсачёй, представляла собой холмистый мыс Коулун-Пойнт, на вершине которого располагался штаб морской полиции. Рядом находился мыс Блекхед-Пойнт, на месте которого сейчас расположен сад Сигнал-Хилл. Залив между двумя мысами достигал на севере современной улицы Моди-роуд. Западное побережье Чимсачёй проходило на месте современной улицы Кантон-роуд, а восточное — на месте Чатем-роуд. В ходе расширения территории большая часть холмов была срыта, залив между мысами засыпан, а береговая линия отодвинулась далеко в море.
В 1883 году на одном из холмов района была основана Гонконгская обсерватория. Штаб морской полиции с сигнальной башней был построен в Чимсачёй в 1884 году. В 1996 году штаб переместили в район Сайваньхо, а в 2003 году историческое здание продали компании Cheung Kong Group. В 2009 году на месте бывшего штаба и старого пожарного депо Коулуна открылся комплекс 1881 Heritage, включающий роскошный отель, галереи магазинов и ресторанов.
В 1888 году Чимсачёй был соединён с Центральным районом регулярным паромным сообщением компании Star Ferry. Европейцы разбивали здесь сады, строили виллы и особняки. В начале XX века для стимулирования торговли и строительства в районе разрешили селиться китайцам. На месте садов и садовых домиков выросли густонаселённые жилые кварталы, вдоль западного побережья мыса были построены причалы и склады. Активное участие в застройке Чимсачёя принимали местные строительные магнаты — бомбейский парс Хормусджи Наороджи Моди и калькуттский армянин Пол Чатер.
На холме Сигнал-Хилл (он же Блекхед-Пойнт, Чимсачёй-Пойнт, Тайпаумай) расположены сигнальная башня, построенная в 1907 году для предупреждения населения о надвигающихся тайфунах (ранее находилась на соседнем холме у штаба морской полиции), и церковь Святого Павла. В 1980 году вокруг башни был открыт парк Сигнал-Хилл-Гарден.
В 1910 году открылось движение по железной дороге Коулун — Кантон. Конечной станцией служил законченный в 1915 году Коулунский вокзал, построенный на Солсбери-роуд, на отвоёванной у моря территории (рельсы шли параллельно нынешней Чатем-роуд). В 1928 году напротив вокзала был построен знаменитый отель Peninsula. В 1974 году конечная станция железной дороги была перенесена на вокзал Хунхом, который находился возле бараков Ган-Клаб-Хилл, у пересечения Чатем-роуд и Остин-роуд. На месте снесённого в 1978 году старого вокзала, от которого сохранилась лишь 44-метровая башня с часами, был построен Гонконгский культурный центр.
В 1966 году на месте колониальных причалов Hongkong and Kowloon Wharf and Godown компания The Wharf (Holdings) открыла первую очередь огромного коммерческого комплекса Харбор-Сити. В 1988 году открылся паромный терминал Гонконг — Китай, связавший Чимсачёй с Макао и портами Гуандуна. После закрытия аэропорта Кайтак в 1998 году в районе стали расти высотные торговые и офисные центры.

## География
На севере Чимсачёй граничит с районом Джордан (по улице Остин-роуд), на востоке — с районом Чимсачёй-Ист (по улице Чатем-роуд), на юге и западе омывается водами бухты Виктория.
В северо-западной части района расположен большой Коулунский парк, открывшийся в 1970 году на месте военных бараков (здесь находятся игровые площадки, птичьи вольеры, водоёмы, авеню Звёзд комиксов, сад роз и сад скульптур). Другими популярными местами прогулок являются сквер возле Гонконгской обсерватории, сад Сигнал-Хилл, сад Солсбери и променад Чимсачёй, составной частью которого является аллея Звёзд (сделана по образцу голливудской «Аллеи славы», на ней установлены скульптура Брюса Ли, мемориальные звёзды Ли Миньвэя, Ху Де, Шао Ифу, Куань Такхина, Чжоу Сюань, Ши Кьена, Линь Дай, Ли Ханьсяна, Чжан Чэ, Кинга Ху, Айви Лин По, Фун Поупоу, Джимми Вана, Ти Луна, Рэймонда Чоу, Ын Сиюня, Саммо Хуна, Джеки Чана, Джона Ву, Юнь Вопхина, Энн Хёй, Цуй Харка, Чоу Юньфата, Лесли Чуна, Энди Лау, Джета Ли, Мэгги Чун, Аниты Муи и других).

## Население и религия
При абсолютном доминировании китайцев в районе существуют значительные общины индийцев, пакистанцев, непальцев, ланкийцев, корейцев и африканцев. Выходцы из Британской Индии в колониальный период служили в армии и полиции, занимались бизнесом. В последние годы в Чимсачёй осело немало африканцев из стран Содружества наций, которые промышляют мелкой торговлей. В период рождественских праздников туристическая часть Чимсачёя украшена яркой иллюминацией.
В районе расположены католическая церковь Богоматери Святого Розария и католический центр при ней, англиканская церковь Святого Андрея и христианский центр при ней, церковь Святого Петра, церковь Бетани Грейс, лютеранская церковь Натан-роуд, баптистская церковь Чимсачёй, церковь Ливинг Грейс, мечеть Коулуна и исламский центр, храм Фуктак.

## Экономика
Со времён британского Гонконга, когда из района постепенно исчезли железнодорожный транспорт и портовые причалы, на лидирующие позиции в экономике Чимсачёя выдвинулись аренда офисных помещений, обслуживание туристов, розничная торговля, финансовые операции и общественный транспорт.
Главной отраслью экономики района является туризм и гостиничное дело. В Чимсачёй наблюдается самая высокая концентрация отелей в Гонконге. Здесь расположены The Peninsula Hong Kong, Sheraton Hong Kong Hotel and Towers, The Kowloon Hotel, The Mira Hong Kong, Hyatt Regency в небоскрёбе The Masterpiece, The Royal Pacific Hotel and Towers, Marco Polo Hongkong, The Langham, Panorama, InterContinental Hong Kong, Kowloon Ramada, Holiday Inn Golden Mile, Park Hotel, The Kimberley, Best Western Grand, Renaissance Kowloon.
В Чимсачёй расположено множество ресторанов кантонской и других кухонь мира. Улица Хиллвуд-роуд, расположенная с северной стороны Обсерваторского холма, славится ресторанами японской и тайской кухни. Улица Натсфорд-террас известна как улица пабов и баров (также здесь расположены рестораны турецкой и испанской кухни). На улице Кимберли-роуд расположено множество ресторанов и магазинов корейской кухни, из-за чего она получила прозвище Koreatown (小韓國). В дешёвых общежитиях и отелях Чимсачёй базируются индийские, непальские, арабские и африканские закусочные. Много ресторанов и кафе различного класса расположено в отелях и торговых центрах.
Чимсачёй — один из самых оживлённых и престижных торговых районов Гонконга. Здесь вдоль побережья расположены торговые центры China Hong Kong City и Harbour City (включая Ocean Terminal и The Gateway), на параллельной улице Кантон-роуд — One Peking, Silvercord, Sun Arcade и Victoria Mall, вдоль Натан-роуд — The ONE, iSQUARE, Park Lane Shopper’s Boulevard, Miramar Shopping Centre и Mira Mall, на Моди-роуд — K11 (нижние этажи небоскрёба The Masterpiece), на Солсбери-роуд — Sogo и 1881 Heritage.
На Кимберли-стрит и Хайфон-роуд находятся популярные уличные рынки. В Burlington Arcade на Натан-роуд расположено самое известное швейное ателье Гонконга — Sam’s Tailor, управляемое с 1957 года семьёй Мелвани (среди клиентов ателье были Елизавета II, принц Филипп, принц Чарльз, Маргарет Тэтчер, Тони Блэр, Джеральд Форд, Рональд Рейган, Джордж Буш-старший, Джордж Буш-младший, Роберт Хоук, Джон Макинрой, Борис Беккер, Дэвид Боуи, Джордж Майкл, Майкл Джексон, Кайли Миноуг и Ричард Гир).
Среди крупнейших офисных центров района — 30-этажный One Peking (160 м), пять башен The Gateway по 129 м, The Peninsula Office Tower, China Minmetals Tower, Oterprise Square, Miramar Tower, Silvercord Centre, среди крупнейших жилых комплексов — Башни Виктория и Мастерпис.

## Транспорт
Основными транспортными артериями района являются Натан-роуд, Чатем-роуд, Коулун-парк-драйв, Остин-роуд и Солсбери-роуд. Через район пролегает широкая сеть автобусных маршрутов (в том числе и микроавтобусов). Крупнейшие автобусные станции расположены возле причала Чимсачёй и станции метро Ист-Чимсачёй. Имеется несколько стоянок такси.
Главными пассажирскими узлами района являются станция метро Чимсачёй, открытая в 1979 году на линии Куньтхон (теперь станция на линии Чхюньвань), и станция метро Ист-Чимсачёй, открытая в 2004 году на Западной линии. Между станциями существует система пешеходных переходов.
Паромы Star Ferry связывают паромный причал Чимсачёй (Tsim Sha Tsui Ferry Pier или Star Ferry Pier) с районами Центральный и Ваньчай. Суда на подводных крыльях связывают паромный терминал Гонконг—Китай (Hong Kong China Ferry Terminal) с Макао, Гуанчжоу и другими портами Южного Китая. У Ocean Terminal швартуются океанские круизные лайнеры, у общественного пирса Коулуна (Kowloon Public Pier) — небольшие суда и лодки.

## Административные функции
В здании бывшей Британской школы Коулуна, открывшейся в 1902 году, теперь размещается Офис предметов старины и памятников Гонконга. В районе расположены полицейский участок округа Яучиммон, офис пожарной охраны Коулуна и генеральное консульство Камбоджи.

## Культура и образование
Чимсачёй является крупнейшим музейным и выставочным кластером Гонконга. Здесь находятся Гонконгский музей космоса (1980), Гонконгский музей искусств (1991), Гонконгский центр изучения наследия (2005). В южной части района расположен огромный Гонконгский культурный центр (1989), объединяющий концертный зал, где базируется Гонконгский филармонический оркестр, большой театр, студийный театр, выставочную галерею, выставочные и репетиционные залы. В северо-западной части расположен Xiqu Centre (2019).
На Обсерваторском холме расположена Гонконгская обсерватория, которая следит за погодой, природными катастрофами и уровнем радиации, предоставляет метеорологические и геофизические услуги общественности, судоходным и авиакомпаниям, промышленному и строительному сектору. Также в Чимсачёй находятся католический колледж Святой Марии, основанный в 1900 году, и школа Святой Марии при нём, Гонконгский скаутский центр.

## Спорт
В Коулунском парке расположен большой спортивный комплекс с бассейнами и атлетическими залами.